# La Famille royale
La Famille royale (titre original : The Royal Family), paru en 2000, est un roman de l'auteur américain William T. Vollmann. Il raconte la lente immersion d'Henry Tyler - un détective privé embauché par un homme d'affaires à la recherche de la mythique « Reine des Putes » - dans le quartier de Tenderloin à San Francisco, quartier populaire ancien à fort taux de criminalité.

## Résumé
C'est dans l'articulation des trois premiers livres que se dessine la nature double de l'intrigue : l'employeur de Tyler, un certain Brady, veut faire de la Reine des putes l'emblème d'un bordel virtuel qu'il veut ouvrir à Las Vegas, et c'est donc pour lui que le détective privé s'enfonce dans les rues des quartiers chauds de la ville, dans les odeurs d'urine et dans la sueur,. Parallèlement, ce détective, Henry, est amoureux d’Irène, la femme de son frère, John. Ce n’est pas un mariage heureux, le mari maltraite psychologiquement son épouse et n’est pas assez disponible puisque trop accaparé par son travail d’avocat. C’est donc Henry qui sort Irène et tente de la convaincre de son amour, avances auxquelles sa belle-sœur ne répond que timidement. Malheureusement, Irène se suicide alors qu’elle est enceinte de cinq mois, et c'est alors qu'Henry, entretemps libéré de son contrat avec Brady et agité par la douleur, s'abandonne à la recherche de cette fameuse Reine des putes.
Ayant perdu la seule femme qui comptait pour lui, il doit remplacer une dépendance par une autre dépendance, et trouve alors la Reine qui, à bien des égards, apparaît comme une reprise moderne de la tenancière de maison close : figure énigmatique dont on ne sait pas comment elle est apparue, elle est à la tête d'une véritable famille, et protège ses « filles » en leur fournissant un abri, une reconnaissance, et des doses de crack. D'une famille à une autre, Tyler doit ainsi prouver son allégeance à la Reine et, devenant son amant, abandonne de plus en plus son travail pour s'enfoncer dans les relations complexes qui unissent la Reine et les prostituées du Tenderloin, mais aussi toute une société qui lui tourne autour, du « Géant » à Dan Smooth, un vieux marginal à tendance pédophile.

## Personnages
- Personnages masculins
  - Henry Tyler, détective privé,
  - John Tyler, son frère, juriste, époux d'Irène,
  - Jonas Brady, homme d'affaires, employeur de HT, puis de JT, pour une affaire à monter d'abord à Las Vegas.

- Personnages féminins
  - Madame Tyler, mère, grande lectrice de Dostoïevski.

## Société
En 1300 pages, et 548 chapitres, le livre propose une certaine radiographie de la société américaine contemporaine (1990-2000).

## Réception francophone
- « Une douceur se lit dans cet univers réprouvé, mais sans complaisance, comme si la violence était le moyen d'expression des récits de William T. Vollmann et que la douceur elle-même devait en passer par une extrême brutalité pour accéder malgré tout à l'existence littéraire. »[4]
- « C’est un de ses meilleurs livres, La Famille royale (The Royal Family, superbement traduit par Claro et publié chez Actes Sud en 2006), qui sert de base au spectacle... »[5]

## Adaptation théâtrale
- Thierry Jolivet[6],[7],[8]

### Note
Les deux autres volumes de cette trilogie de la prostitution sont
- Whores for Gloria (1991)
- Butterfly Stories: A Novel (1993)

### Liens
- Notices d'autorité :   - WorldCat